# Speciesism

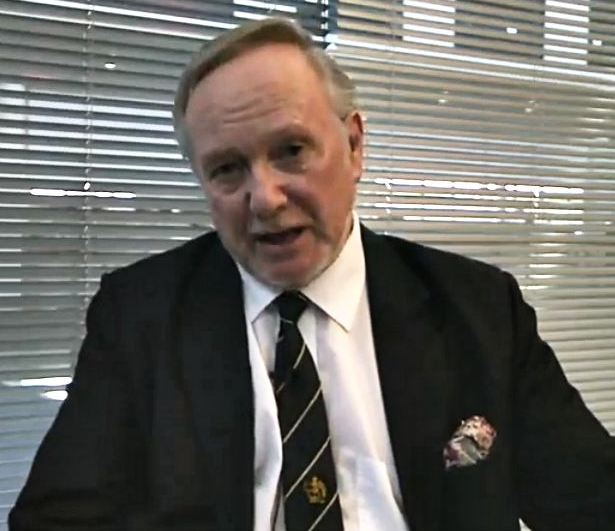
Richard D Ryder.

Speciesism (av engelska species som betyder art) innebär diskriminering baserad på arttillhörighet. 
Termen speciesism myntades 1970 av den engelske psykologen Richard Ryder. Rasism och sexism är likartade begrepp som betyder diskriminering av andra på grund av deras "ras" eller kön. 

## Svensk terminologi för begreppet speciesism
Begreppet artism används ibland som en svensk översättning, men har problemet att en speciesist då, rent språkligt, eventuellt skulle kunna komma att kallas för artist, vilket skulle kunna leda till missförstånd. Den engelska versionen speciesism, som också den används i svenskan, har däremot problemet att det möjligen skulle kunna anses som ett, för svenska språkbrukare, onödigt komplicerat ord och kunna uppfattas som en icke nödvändig anglicism vilket, kanske, skulle försvåra förståelsen av begreppets innebörd. Artchauvinism är en annan etablerad synonym inom djurrättsrörelsen. 